# Genazoch
Genazoch v některých mapách jako Gemazoch je obec okresu Cunta v Dagestánské republice Ruské federace.

## Charakteristika obce
Obec leží ve výšce 1842 m n. m. v údolí řeky Chаlugajcha.
S dalšími obcemi chulagajského údolí tvoří vesnický okres Terutli. Počet obyvatel vesnického okresu Terutli se pohybuje okolo 500 lidí. Počet obyvatel samotné obce Genazochu je sezonní. V zimních měsících je obec vylidněná. V letních měsících slouží domy v obci jako farmy. Z národnostního (etnického) hlediska tvoří převážnou většinu obyvatel Cezové. Dostupnost obce je komplikovaná kvůli vysokohorským podmínkám v zimních měsících a častým sesuvům půdy v letních měsících.
Historie obce je spojená s nedalekou pevností Asach. Nedaleko obce je ruina signální věže.

### Poznámka k poloze
V mapách google.com, mapy.cz je Genazoch na místo obce Udok.